# اکسید تیتانیوم

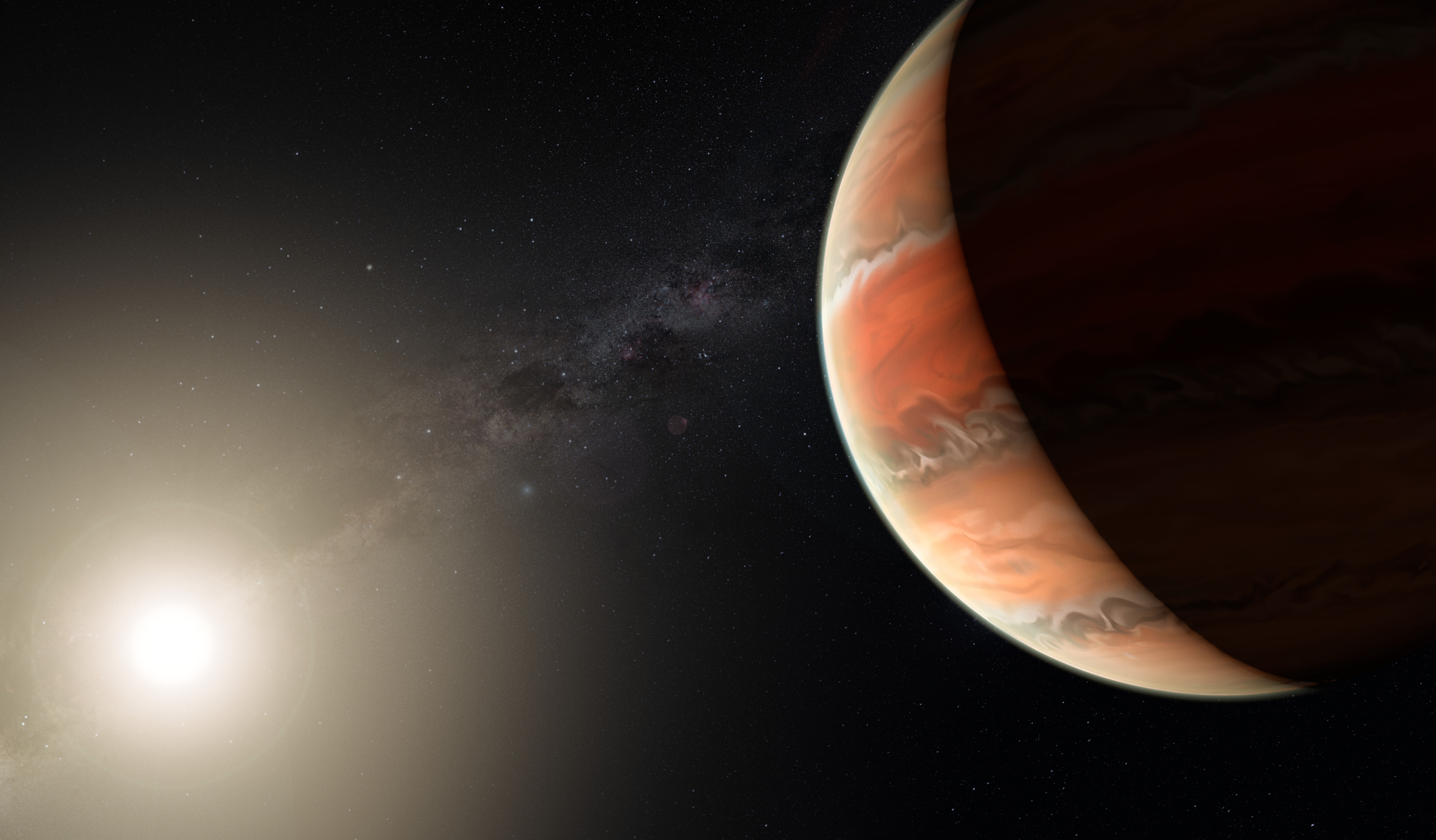
برداشتی هنرمندانه از سیاره فراخورشیدی WASP-19b، که در آن اخترشناسانِ جو، اکسید تیتانیوم را شناسایی کردند.

اکسید تیتانیوم اشاره به موارد زیر دارد:
- تیتانیوم دی اکسید (تیتانیوم(IV) اکسید)، TiO۲
- اکسید تیتانیوم(II) (تیتانیوم مونوکسید)، TiO
- اکسید تیتانیم(III) (دیتیتانیوم تری‌اکسید)، Ti۲O۳
- Ti۳O
- Ti۲O
- δ-TiOx (x= ۰٫۶۸ - ۰٫۷۵)
- TiO2n−1 حرف n نشان‌دهندهٔ عددی بین ۳ تا ۹ است[۱] برای مثال Ti۳O۵، Ti۴O۷